# Hejő
A Hejő patak a Bükk-vidék keleti részén, Miskolctapolca területén ered, és a Sajóval majdnem párhuzamosan folyik délkeleti irányban. Körülbelül 40 kilométer után, Polgár alatt ömlik a Tiszába. A folyóba való betorkolásától egész hosszában, valamennyi mellékvizével együtt horgászható. Területe: 13,2 ha. Alapvízhozamát a tapolcai hideg és langyos karsztforrások adják, völgyben a sokéves átlag csapadékmennyiség 600 milliméter. Halak: ökle, csuka, ponty. Az utóbbi évek folyamán vízhozama jelentősen csökkent. Legnagyobb mellékága a Kulcsár-völgyi-patak (20 km; 70 km2; 0,13 m3/s)
A jégkorszaki folyók és patakok által lerakott kavicsüledékes síkságon áthaladó patak nevét korábban hat, a partján épült önálló község viselte. Ma már csak öt (Hejőbába, Hejőkeresztúr, Hejőkürt, Hejőpapi, Hejőszalonta), mert Hejőcsaba Miskolccal egyesülve, önálló közigazgatási egységként megszűnt. Hejőcsabát a Hejő választja el Miskolc Görömböly nevű városrészétől.
Neve elhomályosult szóösszetételből áll, előtagja a „meleg, melegség” jelentésű hő, hejő, hév, utótagja a régi magyar jó, azaz „folyó” szóból keletkezett. Völgyének egykor égeresekkel, forráslápokkal övezett táján már az Árpád-korban is parkerdőt alakítottak ki az itt megtelepült szerzetesek.
Az 1965 és 1990 közti városcímer négy hullámvonalából az egyik a Hejőt jelképezi.